# Spandau Ballet
Spandau Ballet fue una banda británica de música new wave y new romantic formada en Islington, Londres, en 1979. Inspirados por la escena dance underground post-punk de la capital, surgieron a principios de los 1980 como el reclamo del club Blitz Kids, tocando "música dance europea". Formaron parte de la segunda invasión británica, contemporáneos a otras bandas como Duran Duran, del Billboard Top 40 de Estados Unidos en la década de 1980, vendiendo más de 25 millones de álbumes y teniendo 23 sencillos exitosos en todo el mundo.
La formación original de la banda incluía a Gary Kemp en la guitarra, sintetizador y coros; su hermano, Martin Kemp, en el bajo; el vocalista Tony Hadley; el saxofonista Steve Norman; y el baterista John Keeble. Gary Kemp también era el compositor de la banda. En 2012, ganó el premio Ivor Novello Awards por su contribución a las letras. Su sencillo debut, «To Cut a Long Story Short», alcanzó el número 5 en el Reino Unido en 1980 y fue el primero de diez sencillos en el top 10 del país. La banda alcanzó su máximo nivel de popularidad en 1983 con el álbum True, cuya canción principal, «True», alcanzó el número 1 en el Reino Unido y el top 5 en Estados Unidos. En 2011, recibió un premio BMI como una de las canciones más reproducidas en la historia de los EE. UU., con cuatro millones de reproducciones.
La banda se separaría en 1990 para enfocarse en sus carreras en solitario. Tras diecinueve años, en 2009, se reunirían para The Reformation Tour, una gira mundial de grandes éxitos. Además publicarían su séptimo y último álbum en octubre, titulado Once More. Hasta 2017, cuando Tony Hadley dejó la banda, habían realizado otras giras exitosas. Un año después, el cantante y actor Ross William Wild se convirtió en su nuevo líder para una serie de conciertos europeos; pero en mayo de 2019, Wild dejó la banda. Sin Hadley como vocalista, Martin Kemp confirmó que la banda se separaría.

## Historia

### 1979-1982: Formación e inicios
El guitarrista y compositor Gary Kemp, y su hermano, el bajista Martin Kemp, forman la banda en 1979, junto con el batería John Keeble, el cantante Tony Hadley y Steve Norman, que al principio tocaba la guitarra, y posteriormente pasó a tocar el saxo, al cambiar el estilo musical. Their first gig was a fourth-form Christmas party December 1976 in the school dining room.
Inicialmente se llamaron The Makers, adoptando su denominación definitiva, después de una visita a Berlín. Comenzaron a tocar y repercutir en Londres, en un Club de nombre Blitz, que sería acreditado como un local de surgimiento de un nuevo estilo musical de los años 1980, llamado New Romantic. Spandau es un barrio de Berlín y el quinto distrito administrativo de la ciudad. Tras la Segunda Guerra Mundial, pasó a formar parte del Sector Británico de Berlín, adscrito a Berlín Oeste. Este lugar también es conocido por la Prisión de Spandau, donde se alojó a los condenados tras los Procesos de Núremberg.
Desde mediados de la década de los 80 y en pleno apogeo de su éxito musical, surgió una leyenda urbana, la cual, afirmaba que posterior al cierre del mencionado recinto, el grupo musical tomó su nombre directamente de la prisión. Esto hizo que surgieran distintas opiniones sobre el "verdadero" significado y el motivo por el cual la banda tomó el nombre como propio. Una de ellas afirmaba que el significado del "ballet" al que se refiere, era en realidad el efecto de los espasmos musculares en los cuerpos que habían sido colgados de la soga de la ejecución de judíos y otros prisioneros durante la guerra, los cuales se sacudían en la agonía de una forma "rítmica" parecido a ese baile, denominado "el ballet de Spandau" por los soldados nazis.
Al parecer, el controvertido nombre lo propuso el promotor discográfico del quinteto: Robert Elms, quien afirmó que leyó Spandau ballet en una pintada plasmada sobre la pared de un baño (algunos dicen que fue en Londres, mientras otros consideran ocurrió en una visita de la banda a la capital alemana, Berlín). Aquellas palabras le parecieron al empresario musical interesantemente "comerciales, misteriosas y pegadizas". Los cinco miembros del grupo, tras consultarles, estuvieron de acuerdo en llamarse así, sin ver mayores problemas. La polémica estalló cuando cierto sector les acusó de ser afines a ideologías apegadas al nazismo alemán por las connotaciones que se atraían al mencionar dicho título. Sin embargo, los artistas lo negaron rotundamente cuando fueron consultados acerca de la cuestión.
En 1980, dieron una serie de conciertos exclusivos y secretos en locales únicos y ajenos al rock, como el cine Scala y el crucero HMS Belfast, anunciados únicamente por el boca a boca, generaron expectación para una importante guerra de ofertas entre las discográficas. Tras firmar con Chrysalis Records, la banda lanzó "To Cut a Long Story Short", producido por Richard James Burgess de Landscape. Se convirtió en un éxito entre los cinco primeros de las listas británicas a finales de 1980, además de alcanzar el top 20 en Australia, Irlanda y España. Su segundo sencillo, "The Freeze", también se situó entre los 20 primeros en el Reino Unido, Irlanda y España, seguido por la doble cara A "Musclebound/Glow" y su álbum debut, disco de oro, Journeys to Glory, a principios de 1981.
La banda realizó su primer concierto en Estados Unidos en mayo de 1981 en el Underground Club de Nueva York, en la calle 17 y Broadway, con un desfile de moda de Axiom, una cooperativa de los nuevos diseñadores de ropa de la escena de clubes de Londres, entre los que se encontraba Sade Adu. El siguiente álbum, Diamond, también producido por Burgess, se lanzó en 1982. Este álbum obtuvo la certificación de oro de la BPI. La banda encargó a Burgess remezclar todos los sencillos de ambos álbumes para incluirlos en la cara B de cada uno y para discos de 12 pulgadas en discotecas. Estas mezclas se publicaron posteriormente en un box set.

### 1983-1989: Éxito internacional y separación
Tras sonidos más influyentes de música soul o new romantic, pasaron al estilo pop, publicando su tercer álbum de estudio en marzo de 1983, True. Producido por  Tony Swain y Steve Jolley, fue grabado en el estudio Compass Point en Las Bahamas. Steve Norman comenzó a tocar el saxofón en ese momento e incorporado en el álbum.
La canción principal, "True", le dio a la banda su primer sencillo número 1 en el Reino Unido. Fue un éxito multiformato en Estados Unidos, alcanzando el número 1 en la lista de éxitos de adultos contemporáneos, el número 4 en el Billboard Hot 100, además de entrar en las listas de R&B estadounidenses. La banda ofreció cuatro conciertos con entradas agotadas en The Wilton y The Palace de Los Ángeles en diciembre de 1983. El sencillo es un homenaje al artista de Motown, Marvin Gaye, grabada un año antes de su asesinato; el segundo sencillo del álbum, "Gold" (1983), alcanzó el puesto 2 en la UK Singles Chart y el puesto 29 en el Billboard Hot 100.
El cuarto álbum de estudio, Parade se lanzó en junio de 1984, y sus sencillos volvieron a ser un gran éxito en las listas de éxitos de Europa, Oceanía y Canadá, siendo "Only when You leave" el octavo top 10 de la banda en el Reino Unido, alcanzando la posición número 3 en la UK Singles Chart. A finales de 1984, Spandau participó en la Band Aid, con Hadley sobresaliendo como cantante. Ese mismo año, ganaron un premio especial de los Premios Brit a la mejor excelencia técnica por su trayectoria.
Al año siguiente tocarán en el Wembley Stadium de Londres, al final del Live Aid. Ante una audiencia global estimada en 1.900 millones de personas. El «Spandau Ballet World Parade 84-85» fue la gira más grande del grupo hasta la fecha, recorriendo Europa, América, el Lejano Oriente y, por primera vez, Australia y Nueva Zelanda.
Tras un amargo proceso judicial con Chrysalis, Spandau Ballet firmó con CBS Records por 1,5 millones de libras en 1986 y lanzó su quinto álbum de estudio, Through the Barricades. Con el productor Gary Langan, la banda se alejó de sus influencias pop y soul para crear un sonido de rock de estadio. La canción principal, "Through the Barricades" (1986), una de las favoritas de Kemp y Hadley, inspirada en el asesinato de un amigo, Thomas «Kidso» Reilly, en Belfast a manos del soldado Ian Thain,  alcanzó el Top 10 en el Reino Unido y Europa, al igual que el álbum.
Entre los años 1986 y 1987 siguió la gira de conciertos europea más grande de la banda hasta la fecha, "Through the Barricades – Across the Borders", con seis noches de récord en el estadio Ahoy de Róterdam, otras seis noches en el Wembley Arena de Londres, 80.000 personas en la Casa de Campo de Madrid y 50.000 personas en un concierto al aire libre en Treviso.
El grupo finalmente se separa después del fracaso de Heart Like a Sky, en 1989. En 1990, los restantes miembros del grupo intentaron obtener los derechos de copyright de las canciones y el nombre de Spandau Ballet, pero no se alcanzó un acuerdo. Estos fueron de gira, pero tuvieron que renunciar al nombre (los derechos del nombre también eran de Gary Kemp), por lo que se presentaron con una aceptable denominación de "Hadley, Keeble y Norman, ex Spandau Ballet".

### 1990-2008: Carreras en solitario
Tras la separación de la banda en 1990, los componentes iniciaron sus carreras en solitario. Gary y Martin Kemp interpretaron a los gemelos gánsteres Ronald y Reginald Kray, conocidos por su trabajo en el East End, en The Krays, que se estrenó en Londres en abril de 1990. Ambos continúan una carrera en la actuación durante los años 1990, siendo Martin quién tiene más éxito como actor. Por otro lado, Gary comenzó a  escribir canciones con Paul Stratham, y escribió música y letras adicionales con Guy Pratt para Bedbug en el Teatro Nacional en 2004 y A Terrible Beauty, con Guy Pratt y Shane Connaughton.
John Keeble formó parte de una banda que duró poco tiempo, Pacific. Esta banda era un supergrupo, pues estaba compuesta también por Clive Farrington, guitarrista de When In Rome, y John McGeoch guitarrista de Magazine, Siouxsie and The Banshees y Public Image Ltd..
Tony Hadley (vocalista) ha tenido una pequeña carrera en solitario en la que ha publicado varios discos. Comenzó con la discográfica EMI, publicando en 1992 The State Of Play. Hadley formó su propia compañía discográfica más tarde con el nombre de SlipStream Records y su primer sencillo fue Build Me Up para la película When Saturdays Comes . Poco después Hadley se embarcó en una gira por Europa con otros cantantes conocidos, llegando a congregar a unas 500.000 personas en sólo 6 semanas. A su regreso, Hadley firmó un contrato con Polygram TV y lanzó al mercado un disco de título homónimo a su nombre en 1996, en el que se incluía la canción She dedicada a su hija. Ya en la década de los 2000, Hadley participó en distintos programas de varias televisiones como la ABC.
También fue presentador de radio en Virgin Radio y presentó, cantó y dio consejos en un programa de descubrimiento de talentos musicales en Filipinas en 2008.

### 2009-2019: Reunión final y reformación

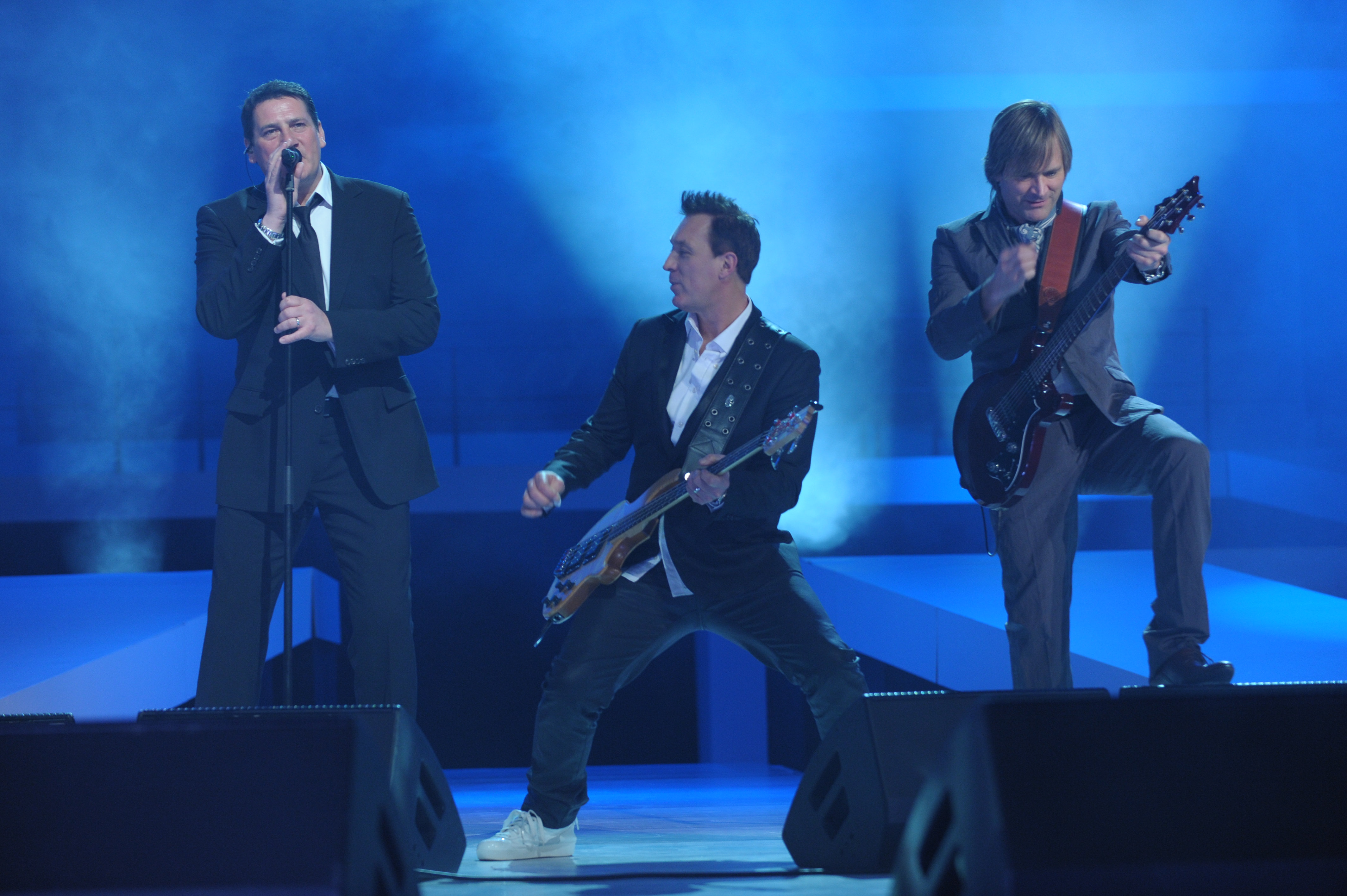
Spandau Ballet actuando en enero de 2010.

A principios de 2009, la página web oficial de Spandau Ballet animó a los fans a inscribirse para recibir un emocionante anuncio, lo que avivó los rumores de una reunión inminente. El 23 de marzo de 2009, la banda anunció que se unían de nuevo en una conferencia de prensa en Londres, y confirmaron una nueva gira. La gira bajo el nombre de Reformation Tour, comenzó en octubre del mismo año.
La banda sacó un disco con nuevas versiones de sus grandes éxitos bajo el título de Once More, también en octubre de 2009, fue disco de plata en Reino Unido y disco de oro en Italia. Recibieron el premio Virgin Media al mejor regreso a los escenarios.
La gira se extendió hasta 2010, en Australia, Spandau Ballet realizó una gira con Tears For Fears como artistas invitados. Después de una actuación como cabeza de cartel en el festival de Isle of Wight en el mismo cartel que Paul McCartney, The Strokes, Jay-Z y Pink, el grupo tocó su último concierto en el Reino Unido de la gira en el Newmarket Racecourse el 25 de junio de 2010.
En 2014, los cinco tocaron en vivo nuevamente con una gira mundial antológica para promocionar un documental de archivo aclamado por la crítica sobre la historia de la banda y la historia de la cultura pop de los años ochenta, Soul Boys of the Western World. El 31 de julio de 2014 se confirmó que Spandau Ballet estaba trabajando en nuevo material en el estudio con Trevor Horn, sin embargo no se supo nada más de ese material. La banda por el contrario se embarcó de nuevo en una gira en 2015.
En 2017, Tony Hadley dejó la banda debido a diferencias sin revelar. El resto de la banda publicó su propio comunicado explicando que Hadley les había dejado claro en septiembre de 2016 que no quería trabajar más con la banda y que ahora habían tomado la decisión de "seguir adelante como banda".
El 6 de junio de 2018, tras un largo proceso de audiciones, la banda anunció a su nuevo cantante principal, Ross William Wild, quien previamente había actuado con Martin Kemp en el musical del West End "Million Dollar Quartet". La banda tocó en vivo en el Subterania Club, en el oeste de Londres, un local donde habían actuado por última vez 40 años antes, en 1978, con el nombre de Gentry, cuando se llamaba Acklam Hall.
Tras varios conciertos y después de cinco meses, empezaron a aparecer grietas en la nueva formación. En marzo de 2019, Wild se unió a una nueva banda llamada Mercutio, y dijo: "¡No puedo esperar a Spandau! Lamentablemente, Gary tiene compromisos, así que estamos esperando a que termine para que podamos seguir adelante". Un mes después, Gary Kemp, de gira por Estados Unidos con la banda de Nick Mason, declaró en una entrevista: «No hay planes para Spandau de cara a 2020». Dijo que le costaba imaginarse Spandau Ballet sin Tony Hadley, y añadió: «Sigo pensando que ese es el objetivo final». Finalmente en mayo de 2019, Wild anunció su final con la banda, a su vez, Martin Kemp, anunció la separación de la banda mientras Tony Hadley no volviese.

## Miembros
- Tony Hadley – voz principal, teclado y sintetizadores (1979–1990, 2009–2017)
- John Keeble – batería, percusión y coros (1979–1990, 2009–2019)
- Gary Kemp – guitarrista, teclado, piano y coros (1979–1990, 2009–2019)
- Martin Kemp – bajo, guitarra y coros (1979–1990, 2009–2019)
- Steve Norman – saxofón, sintetizadores, teclado, percusión y coros (1979–1990, 2009–2019)
- Ross William Wild – voz principal (2018–2019)

## Discografía
| Álbumes de estudio - Journeys to Glory (1981) - Diamond (1982) - True (1983) - Parade (1984) - Through the Barricades (1986) - Heart Like a Sky (1989) - Once More (2009) | Álbumes recopilatorios - Singles Collection (1985) - Spandau Ballet The Collection (1997) - Gold: The Best of Spandau Ballet (2000) - "The Story: The Very Best of Spandau Ballet" (2014) - Spandau Ballet 40 Years : The Greatest Hits (2020) Álbumes en directo - Live From The N.E.C. (2005) |

## Publicaciones
- Barrat, David (2018). New Romantics Who Never Were – The Untold Story. Orsam Books. ISBN 9780957091726.
- Hadley, Tony (2004). To Cut A Long Story Short. Sidgwick & Jackson. ISBN 978-0-283-07386-1. (requiere registro).
- Kemp, Gary (2009). I Know This Much. Fourth Estate. ISBN 978-0-00-732330-2. (requiere registro).
- Kemp, Martin (2000). True: The Autobiography of Martin Kemp. Orion. ISBN 0-7528-3264-6. (requiere registro).